# جیمز ال. پیو
جیمز ال. پیو (به انگلیسی: James Lawrence Pugh) سناتور سابق عضو حزب دموکرات ایالات متحده آمریکا بود. وی در سال ۱۸۸۰ تا ۱۸۹۷ میلادی سناتور ایالت آلاباما در سنای ایالات متحده آمریکا بود.